# Villa Trissino (Cricoli)
Pour les articles homonymes, voir Trissino (homonymie).
La villa Trissino est une villa veneta sise à Cricoli, à la sortie nord de la ville de Vicence, dans la province homonyme et la région Vénétie, en Italie.
Elle a appartenu à l'humaniste Gian Giorgio Trissino et elle est traditionnellement liée à l'architecte Andrea Palladio.
Cette villa, ainsi que vingt-trois autres et le centre historique de la ville de Vicence sont inscrits sur la liste du patrimoine mondial de l'UNESCO.

## Historique
Si cette villa n'est assurément pas une œuvre de Palladio, elle compte parmi les lieux de son mythe et en est même l'origine. En effet, selon la tradition, c'est l'endroit où, dans la seconde moitié des années 1530, le noble vicentin Gian Giorgio Trissino rencontre le jeune tailleur de pierres Andrea de Pietro, employé sur le chantier de la villa. L'humaniste devine ses potentialités et son talent. Il se charge alors de sa formation, l'introduit dans le milieu aristocratique de Vicence ; en quelques années, il lui permet d'accéder au métier d'architecte et lui donne le noble nom de Palladio.
Gian Giorgio Trissino est un lettré, auteur d'œuvres théâtrales et d'ouvrages de grammaire, et à Rome il a été accueilli dans le cercle culturel restreint du pape Léon X, où il a connu Raphaël. Amateur d'architecture non dénué de talent (des dessins autographes de son palais de ville et une ébauche d'un traité sur l'architecture ont été conservés), il est probablement l'auteur de la restructuration de la villa de famille à Cricoli, hérité de son père.
Trissino ne démolit pas l'édifice gothique initial, mais redessine prioritairement la façade principale, orientée au sud, qui devient une sorte de manifeste de la nouvelle culture constructive, fondée sur la redécouverte de l'architecture romaine antique. Entre deux tours préexistantes, il insère une loggia à double ordre d'arcades, manifestement inspirée de la façade de la raphaëlienne villa Madame à Rome, telle que la  publie Sebastiano Serlio dans le Terzo libro dell’architettura, édité à Venise en 1540.

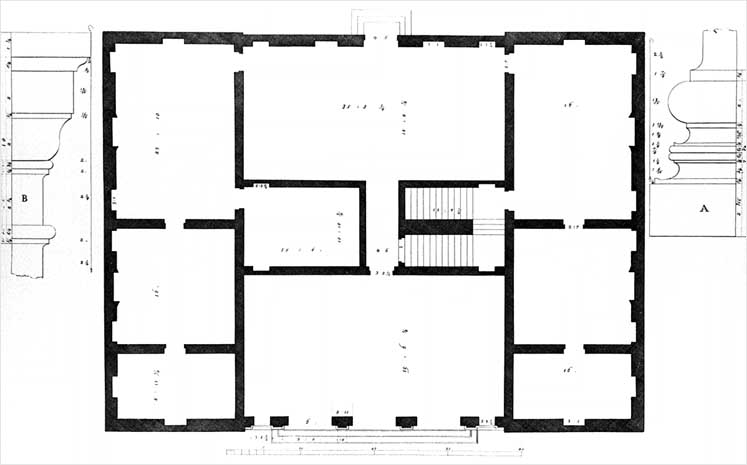
Plan de la villa dû à Ottavio Bertotti Scamozzi, 1778.

Dans la réorganisation des espaces intérieurs, la séquence des pièces latérales, de dimensions différentes mais reliées par un système interdépendant de proportions (1:1, 2:3, 1:2), détermine un schéma qui deviendra un thème clé dans le système de projection palladien. Le chantier est certainement terminé en 1538. À la fin du XVIIIe siècle, l'architecte de Vicence Ottone Calderari intervient lourdement sur l'édifice, et dans les premières années du XXe siècle, une seconde campagne de travaux élimine les dernières traces de l'aspect gothique.

## Description
La partie centrale, entre les deux tours, de la façade principale comporte deux niveaux et est rythmée par cinq travées, les trois centrales plus larges que celle des extrémités et délimitées par six minces pilastres.
Le rez-de-chaussée, d'ordre ionique, est composée d'une loggia à triple arcades avec, de part et d'autre, une fenêtre en plein cintre surmonté d'un oculus.
Le premier étage, d'ordre corinthien, est percé par trois fenêtres, situées dans le même axe que les arcades du dessous, et surmontées, en alternance, d'un fronton triangulaire et arc bombé. Deux niches latérales abritent des statues de Minerve et de la Paix.

## Sources
- (it) Cet article est partiellement ou en totalité issu de l’article de Wikipédia en italien intitulé « Villa Trissino (Cricoli) » (voir la liste des auteurs)  dans sa version du 8 mai 2010]. Il est lui-même issu du texte relatif à la villa Trissino, sur le site du CISA, , lequel a autorisé sa publication (cf  tkt #2008031210017761)